# Lord Balmerinoch

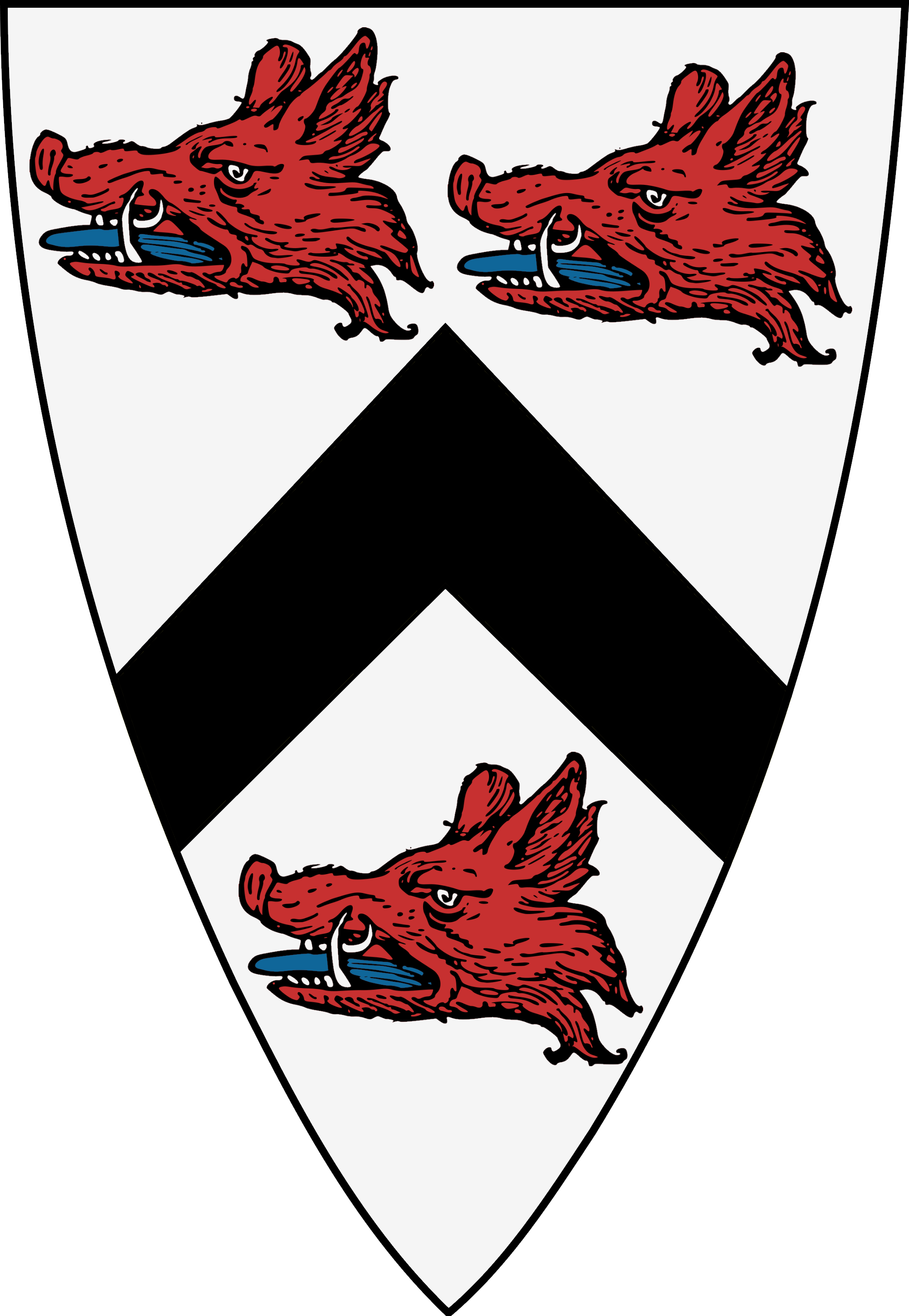
Familienwappen der Lords Balmerinoch

Lord Balmerinoch (auch Balmerino) war ein erblicher britischer Adelstitel in der Peerage of Scotland.

## Verleihung und Geschichte des Titels
Der Titel wurde am 11. Juli 1606 von König Jakob VI. an Sir James Elphinstone verliehen. Dazu wurde für ihn das ehemalige Zisterzienserkloster Balmerino bei Balmerino in Fife in eine weltliche Herrschaft umgewandelt. Sir James war der drittgeborene Sohn des 3. Lord Elphinstone und mütterlicherseits der Enkel einer unehelichen Tochter König Jakobs IV.
Sein Enkel, der 3. Lord, erbte im Januar 1669 zudem den Titel 2. Lord Coupar, der am 20. Dezember 1607 seinem Onkel James Elphinstone (1590–1669), einem jüngeren Sohn des 1. Lords Balmerinoch, verliehen worden war. Die beiden Titel waren fortan vereinigt.
Dessen Enkel, der 6. Lord Balmerino, beteiligte sich an den Aufständen der Jakobiten, geriet in der Schlacht bei Culloden in englische Gefangenschaft, wurde am 18. August 1746 wegen Hochverrats geächtet und am selben Tag hingerichtet. Seine beiden Adelstitel wurden ihm damit aberkannt.

## Liste der Lords Balmerinoch (1606)
- James Elphinstone, 1. Lord Balmerinoch († 1612)
- John Elphinstone, 2. Lord Balmerinoch († 1649)
- John Elphinstone, 3. Lord Balmerinoch, 2. Lord Coupar (1632–1704)
- John Elphinstone, 4. Lord Balmerinoch, 3. Lord Coupar (1652–1736)
- John Elphinstone, 5. Lord Balmerinoch, 4. Lord Coupar (1675–1746)
- Arthur Elphinstone, 6. Lord Balmerinoch, 5. Lord Coupar (1688–1746) (Titel verwirkt 1746)